# Fougeré (Maine-et-Loire)
Fougeré korábbi község Franciaország Loire mente régiójában, Maine-et-Loire megyében. Lakosainak száma 803 fő (2018. január 1.). Fougeré Baugé-en-Anjou, Cheviré-le-Rouge, Clefs-Val d’Anjou, Montigné-lès-Rairies, Les Rairies, Saint-Quentin-lès-Beaurepaire, Bazouges-sur-le-Loir és Cré-sur-Loir községekkel határos.
2016. január 1-jén nyolc másik korábbi községgel egyesült és Baugé-en-Anjou új község része lett.

## Népesség
A település népességének változása:
| Lakosok száma | 930  | 904  | 744  | 735  | 739  | 765  | 753  | 776  | 771  | 803  |
|               | 1962 | 1968 | 1982 | 1990 | 1999 | 2008 | 2011 | 2013 | 2017 | 2018 |